# Romain Glèlè Kakaï
Romain Glèlè Kakaï, de son nom complet Romain Lucas Glèlè Kakaï Agbidinoukoun, né le 28 février 1973 à Cotonou, est un universitaire béninois spécialisé en biomathématiques et estimations forestières et membre de l'Académie Africaine des Sciences,.
Enseignant-Chercheur à la Faculté des sciences agronomiques de l'Université d'Abomey-Calavi au Bénin, il s'est distingué par ses travaux de recherche et sa production scientifique prolifique et est classé 2èmedans le top 100 des scientifiques du Bénin selon l’AD Scientific Index ,.

## Biographie

### Origines et études
Romain Lucas Glèlè Kakaï a été major de promotion à toutes les étapes de sa formation universitaire. Il obtient un diplôme d’Agronomie générale en 1998, puis un diplôme d'ingénieur agronome forestier en 2000 à l'Université d'Abomey-Calavi. Il poursuit ses études en Belgique à Gembloux Agro-Bio Tech de l’Université de Liège (anciennement appelé Faculté universitaire des Sciences Agronomiques de Gembloux) où il obtient un diplôme d’études approfondies en statistiques et informatiques appliquées et un doctorat en biométrie en 2005,,.

## Carrière et domaines de recherche
Professeur titulaire de biostatistiques à la faculté des sciences agronomiques de l'Université d'Abomey-Calavi, il dirige le Laboratoire de biomathématiques et d'estimations forestières (LABEF) de cette université et coordonne les programmes de master et de doctorat en biostatistiques, dispensés en anglais et qui ont attiré des étudiants de 23 pays africains. Il a en outre présidé le conseil scientifique des sciences agronomiques de son université de 2016-2024,, et fut le tout premier président du Conseil Scientifique de l’Institut National des Recherches Agricoles du Bénin (INRAB) de 2017-2019,,,.
Expert en modélisation mathématique des tendances du vivant, ses travaux de recherche sont diversifiés et incluent la Biomathématique, la science des données et l’estimation forestière. Il a développé et popularisé en Afrique les applications pratiques de méthodes statistiques et mathématiques avancées dans les sciences biologiques à travers l’enseignement, la recherche et les publications scientifiques.
Ses travaux de recherche actuels se concentrent sur les modèles linéaires et non linéaires à effets mixtes, les systèmes dynamiques non linéaires, l'écologie et la restauration des écosystèmes de mangroves,,.

## Laboratoire
Le Laboratoire de biomathématiques et d'estimations forestières (LABEF) qu'il dirige vise à analyser l'applicabilité des outils mathématiques dans les sciences de la vie et à comprendre les interactions entre les processus écologiques, la santé humaine, les facteurs anthropiques et la structure des écosystèmes terrestres, avec un lien clair avec la gestion et les politiques,,,,.

## Affiliations et reconnaissances
Romain Lucas Glèle Kakaï est : 
- Membre de l’Académie Africaine des Sciences (Depuis 2023)[2]
- Président du Réseau Afrique-Allemagne pour l’Excellence en Sciences (African German Network of Excellence in Sciences) : 2019-2023[20]
- Membre de la Global Young Academy (GYA) (2013-2018)[21]
- Jeune affilié à l’Académie mondiale des Sciences (TWAS) 2011-2015[22].
- « New Champions » du World Economic Forum (2012)
- Lauréat de la Fondation Alexander von Humboldt pour l’excellence en Science en 2007[23]
- Prix « Jan Tinbergen » du meilleure jeune statisticien des pays émergeants et en développement, décerné par l’Institut International de Statistique en 2005[24].
- Prix “Heinz and Johannes”. Best research paper in Ecology; 2007[25] délivré par The Support Africa International Foundation, Germany[23].

## Contributions
Romain Lucas Glèlè Kakaï est Expert FAO en formation et conception de méthodologie d’Inventaire Forestier National pour les pays d’Afrique de l’Ouest. Il est Directeur du Hub Humboldt sur la modélisation socio-écologique de la COVID-19 en Afrique.
En 2023, il développe un modèle mathématique age structuré et un code informatique associé capable d’analyser l’impact de différents scénarios de vaccination sur le fardeau du paludisme dans les pays Africains,. Il est l’un des chefs de groupe sur la modélisation du paludisme au sein du Consortium pour la modélisation de l’impact vaccinal (VIMC en anglais), une task force qui fournit à l’Alliance mondiale des vaccins et à l’Organisation mondiale de la santé des projections sur l’impact de la vaccination sur les fardeaux de maladies infectieuses dans le monde,,,,.

## Publications
Romain Lucas Glèle Kakaï compte à son actif plus de 300 publications scientifiques dont :

### Ouvrage
- Salako K. Valère, Zanvo M.G. Serge, Sinsin B. Corine, Gnansounou S. Constant, Adomou C. Aristide. Glèlè Kakaï R. (2021). Atlas des Espèces végétales de la mangrove du Bénin : Diversité, usages et Conservation. Bibliothèque Nationale, Bénin
- Glèlè Kakaï R. (2010). Règles de classement et taux d'erreur en analyse discriminante. EEU, Allemagne.
- Glèlè Kakaï R., Sodjinou E., Fonton H. N. (2006). Conditions d'application des méthodes statistiques paramétriques. Bibliothèque Nationale, Bénin.
- Glèlè Kakaï R., Palm R., Kokode G. (2005). L'analyse discriminante décisionnelle : aspects théoriques et applications sur ordinateur. Bibliothèque Nationale, Bénin
- Glèlè Kakaï R., Kokode G. (2004). Techniques statistiques univariées et multivariées : applications sur ordinateurs. Bibliothèque Nationale, Bénin[35],[36],[37].
- African Journal of Ecology, Wiley (lire en ligne).
- K. Femmer, « [Structure-activity relationship of phenoxyalkanolamine derivatives with selective beta 1-receptor blocking action] », Die Pharmazie, vol. 30, no 10,‎ octobre 1975, p. 638–642 (ISSN 0031-7144, PMID 687, lire en ligne, consulté le 15 juillet 2025)

### Articles scientifiques (sélection)
- 2025 : Nonlinear Mixed Models and Related Approaches in Infectious Disease modeling: A Systematic and Critical Review[38]

- 2025: A Stochastic Continuous-Time Markov Chain Approach for Modeling the Dynamics of Cholera Transmission: Exploring the Probability of Disease Persistence or Extinction[39]

- 2025: Machine learning techniques for tomato yield prediction: A comprehensive Analysis[40]

- 2024: Direct and Indirect Effects of Environmental and Socio-Economic Factors on COVID-19 in Africa Using Structural Equation Modeling[41]

- 2024: Empirical Performance of Deep Learning Models with Class Imbalance for Crop Disease Classification[42]

- 2024: Modelling the potential impact of climate change on Carapa procera DC. in Benin and Burkina Faso (West Africa)[43]

- 2023: Economic Valuation of Mangroves and a Linear Mixed Model-Assisted Framework for Identifying Its Main Drivers: A Case Study in Benin[44]

- 2023: Tree height-diameter, aboveground and belowground biomass allometries for two West African mangrove species[45]

- 2023: Digital soil mapping: a predictive performance assessment of spatial linear regression, Bayesian and ML-based models[46]

- 2023: Performance of inhomogeneous Poisson point process models under different scenarios of uncertainty in species presence-only data[47]